# مایومی تاناکا
مایومی تاناکا (انگلیسی: Mayumi Tanaka؛ زادهٔ ۱۵ ژانویهٔ ۱۹۵۵) صداپیشه، و بازیگر اهل ژاپن است. وی از سال ۱۹۷۸ میلادی تاکنون مشغول فعالیت بوده‌است.